# Агониклиты

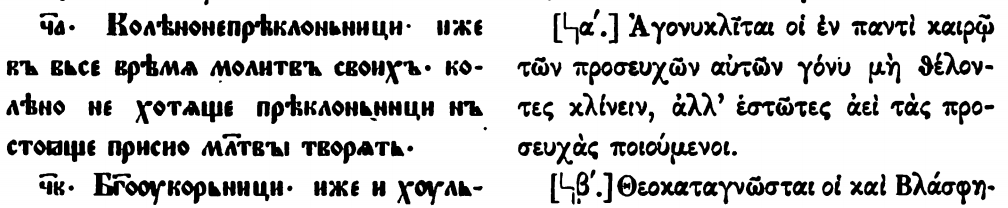
Агониклиты в книге В. Н. Бенешевича Древнеславянская кормчая XIV титулов без толкования. СПб, 1907. Т. 1.

Агоникли́ты (др.-греч. ἀγονυκλῖται от др.-греч. ἀ- — приставка со значением: отсутствия, соответствует в  русском — «не-, без-» + др.-греч. γόνυ — «колено» + др.-греч. κλίσις — «наклонение, нагибание»; лат. agonyclitae; ст.‑слав. колѣнонєпрѣклоньници) — еретики, описанные Иоанном Дамаскиным в книге «О ста ересях вкратце», 91 ересь. Какая численность этих еретиков и как долго они существовали, Иоанн Дамаскин не сообщает, он говорит лишь, что еретичество их заключалось в том, что во время любых молитв агониклиты не желают преклонять колена, то есть не совершают земные поклоны, но всегда, стоя на прямых ногах, совершают молитвы. 